# Boxeuropameisterschaften 1930
Die 3. Herren-Boxeuropameisterschaften der Amateure wurden vom 4. Juni bis 8. Juni 1930 in Budapest, Ungarn, ausgetragen.
Es wurden Titel in acht Gewichtsklassen vergeben. Ungarn behielt drei Titel, zwei gingen an Italien und Dänemark während Deutschland einen Europameistertitel holte.

## Ergebnisse
| Klasse            | Gold                              | Silber                      | Bronze                      |
| Fliegengewicht    | István Énekes Ungarn              | Mieczysław Forlański Polen  | Mario Trombetta Italien     |
| Bantamgewicht     | Janos Szeles Ungarn               | Marin Plaiescu Rumänien     | Edelweiss Rodriguez Italien |
| Federgewicht      | Gyula Szabó Ungarn                | Amadeo Saracini Italien     | Nicolae Carata Rumänien     |
| Leichtgewicht     | Mario Bianchini Italien           | Sándor Szobolevszky Ungarn  | Kaarlo Väkevä Finnland      |
| Weltergewicht     | Josef Besselmann Deutschland      | Witold Majchrzycki Polen    | Karl Dehn Norwegen          |
| Mittelgewicht     | Clemente Meroni Italien           | Lajos Szigetti Ungarn       | John Andersson Schweden     |
| Halbschwergewicht | Thyge Petersen Dänemark           | Albert Leidmann Deutschland | Mario Lenzi Italien         |
| Schwergewicht     | Michael Jacob Michaelsen Dänemark | Bertil Molander Schweden    | Horst Hinzmann Deutschland  |